# Hans Adler (Autor)
Hans Adler (eigentlich Johann Nepomuk Heinrich Adler; * 13. April 1880 in Wien, Österreich-Ungarn; † 11. November 1957 ebenda) war ein österreichischer Librettist, Schriftsteller und Jurist. Er schrieb die Libretti für eine Reihe von Operetten von Nico Dostal.

## Leben

### Jurist
Hans Adler war der Sohn des Hofrats Dr. Hans Adler. Schon als Kind schrieb er erste Gedichte und Geschichten. Nach seiner  Matura am Stiftsgymnasium Kremsmünster 1899, begann Adler noch im selben Jahr ein Jura-Studium an der Universität Wien. Im Juli 1901 legte er die rechtshistorische Staatsprüfung ab und beendete sein Studium im Juni 1904 mit der judiziellen Staatsprüfung.
Am 21. Juli 1905 promovierte er an der Universität Wien und trat Anfang Jänner 1906 seine erste Stelle als Konzeptspraktikant an der niederösterreichischen Statthalterei an. Nur rund zwei Wochen später wurde er zur Bezirkshauptmannschaft St. Pölten versetzt. Im April 1911 trat er seinen Dienst beim k. k. Patentamt an.

### Freier Schriftsteller
Hans Adler war seit seiner Jugend kränklich und wurde am 1. Juni 1915 im Alter von 35 Jahren wegen seiner Lungentuberkulose in den vorzeitigen Ruhestand versetzt. Nach einer Besserung seiner Krankheit war er 1921–1922 in der Staatlichen Filmhauptstelle und 1923–1924 in der Wiener Dependance der holländischen Van-Lich-Film tätig. Er schrieb nebenbei Gedichte (Sonette, veröffentlicht im Simplicissimus, Buchausgabe 1920), Kurzgeschichten, Theaterstücke, Libretti und übersetzte Bühnenwerke aus dem Englischen und dem Französischen ins Deutsche. Spätestens seit 1927 machte er mit dem Durchbruch als Komödienautor sein Hobby erfolgreich zum Beruf. Besonders fruchtbar gestaltete sich die Zusammenarbeit mit dem Komponisten Nico Dostal. Der Schriftsteller Leo Perutz unterstützte sein literarisches Schaffen. Adler verwendete neben seinem Klarnamen eine Reihe von Pseudonymen, u. a. Hertha Bauer, H. H. Delar, Anton Hangleitner, Adam Hayndl, Honso, Hanns Rudolf Lonner, A. W. Hans und Paul Vulpius.
Hans Adler wurde 1933 zur Premiere eines Theaterstücks und 1935 in dem antisemitischen Buch Musikalisches Juden-ABC von Hans Brückner und Christa-Maria Rock als Jude angegriffen. Der Librettist dementierte, wurde aber dennoch nach dem Anschluss Österreichs im März 1938 von der Gestapo verhaftet und kurzzeitig in ein Gefängnis gebracht. Er beantragte daraufhin in die Reichsschrifttumskammer aufgenommen zu werden, da hierfür ein Abstammungsnachweis erbracht werden musste. Die österreichische Landesleitung der Kammer bestätigte mit Schreiben vom 11. November 1938 an den Theater-Verlag Eirich in Wien, dass der Schriftsteller Hans Adler die erforderlichen Unterlagen und seinen Arier-Nachweis erbracht habe und aufgenommen werden könne. Seine Werke waren unvermindert populär und wurden weiterhin gespielt.
Juni 1943 musste Adler selbst bei der Reichsschrifttumskammer einräumen, dass sein Großvater Jude war, womit potentiell ein Ausschluss und Berufsverbot drohten. Das noch 1944 laufende Verfahren fand vermutlich keinen Abschluss mehr. In Theodor Fritschs antisemitischen Handbuch der Judenfrage (49. Auflage 1944) wurde Adler im Kapitel Das Judentum in der Musik genannt, wobei der Autor darauf hinwies, nicht nur Juden aufzulisten, sondern auch die Namen derer [...], die in der jüngsten Vergangenheit bei arischer Abstammung jüdisch dachten und handelten.

### Nachkriegszeit
Im Zweiten Weltkrieg wurde Adlers Wohnung durch einen Bombenangriff zerstört. 1945 wurde Adler Mitglied des Verbandes demokratischer Schriftsteller und Journalisten und durfte ab 1946 wieder als freier Schriftsteller arbeiten. Am 4. Juli 1951 heiratete Adler seine Adoptivtochter Ernestine Antonia Fortunata Meitner. Ernestine starb am 30. April 1956, am 11. November 1957 folgte Adler seiner Frau nach. Er starb an den Folgen eines Autounfalls.
Hans Adlers Nachlass wird in der Wienbibliothek im Rathaus der Stadt verwahrt.

## Zitat
A wie Adler. Hans Adler. Ist das lange her … Da habe ich hier, noch vor dem Kriege, den ›Simplicissimus‹ gefragt, warum er denn nicht diese reizenden kleinen Verslein, die öfter in ihm zu finden waren, gesammelt herausgäbe. In der Tat ist das geschehen; das Buch heißt ›Affentheater‹, die Verse sind noch dieselben, aber inzwischen muß etwas passiert sein. Ist ja wohl auch. Es stimmt mächtig melancholisch, das zu lesen. Immerhin: ein paar Verse bleiben haften – wenn auch der große Feuerwerksschein jenes Vierzeilers:
Wem es bestimmt, der endet auf dem Mist
Mit seinem edelsten Bestreben … 
Ich bin zum Beispiel immer noch Jurist.
So ist das Leben.
nicht mehr den abendlichen Garten erhellt – die Entfernung von Mist und Jurist hat sich inzwischen leicht vermindert. Aber es sind doch hübsche Gedichtchen. Kurt Tucholsky in der Weltbühne, 9. Juli 1929

## Auszeichnungen
1927: Künstlerpreis der Stadt Wien (zusammen mit Franz Theodor Csokor und Max Mell)
2009: Der Roman Das Städtchen wird von der Darmstädter Jury zum Buch des Monats Dezember gewählt. Im selben Jahr wurde der Titel auf die Hotlist gewählt, dem Preis der unabhängigen deutschsprachigen Verlage.

## Werke

### Prosa und Lyrik
- Affentheater. Tal, Leipzig, Wien und Zürich, 1920 (2. vermehrte Auflage 1929)
- Das Städtchen. Roman. Strache, Wien und Leipzig, 1926
- Das Städtchen. Roman. (Neuauflage mit einem Nachwort von Werner Wintersteiner), Lilienfeld Verlag, Düsseldorf 2010, ISBN 978-3-940357-13-7 (Lilienfeldiana Bd. 6).
- Das Ideal. Erzählungen. (Ausgewählt und mit einem Nachwort von Werner Wintersteiner), Lilienfeld Verlag, Düsseldorf 2011, ISBN 978-3-940357-18-2 (Lilienfeldiana Bd. 9).

### Theaterstücke
- Der Fall X. Groteske in drei Akten. 1912
- Die Reise nach Pressburg. Schauspiel in drei Akten. Mit einem Vor- und Nachspiel von Leo Perutz. Georg Marton, Wien und Berlin, 1930
- Première. Zusammen mit Paul Frank. Lustspiel in drei Akten. Georg Marton, Wien und Berlin, 1930
- Nacht vor dem Ultimo. Zusammen mit Rudolf Lothar. Lustspiel in fünf Bildern. Drei Masken, Berlin, 1933. Verfilmt als Folies Bergère de Paris (1935), That Night in Rio (1941) und An der Riviera (1951)
- Das große Wunder. Lustspiel in drei Akten. Georg Marton, Wien, Berlin und London, 1933.
- Mädchen für Alles. Lustspiel in vier Akten. Georg Marton, Wien, 1934. Verfilmt von Carl Boese (1937).
- Tohuwabohu. Lustspiel in drei Akten nach Alexander Lernet-Holenia. Eirich, Wien, 1936
- Katinka. Musiklose Operette. Zusammen mit Adorjan Bonyi. Wien, 1937
- Verliebtes Abenteuer. Lustspiel in sieben Bildern. Georg Marton, Wien, 1938. Verfilmt von Hans H. Zerlett (1938)

### Libretti
- August der Starke. Operette. Musik: Bela Reinitz.
- Der dritte Wunsch. Ein Zauberstück in acht Bildern. Musik: Nico Dostal. Nürnberg, 1954
- Durchgänger. Operette. Musik: Paul Eisler.
- Des Esels Schatten. Spiel mit Musik nach Christoph Martin Wieland. Musik: Richard Strauss.
- Jim und Jill oder Mister Cindres. Deutsche Bearbeitung der Operette von Clifford Grey und Greatre Newman. Musik: Vivian Ellis und Richard Myers.
- Manina. Operette. Zusammen mit Alexander Lix. Musik: Nico Dostal. UA Berlin, 1942
- Meine Nichte Susanne. Burleske. Musik: Alexander Steinbrecher. UA Wien, 1942. Verfilmt von Géza von Bolváry (1945, unvollendet), Wolfgang Liebeneiner (1949/50) und Thomas Engel (1964, Fernsehfilm).
- Rossini in Neapel. Komische Oper. Musik: Bernhard Paumgartner nach Gioacchino Rossini. UA Zürich, 1936.
- Spektakel. Deutsche Bearbeitung der Jazz-Operette von Ladislaus Lakatos und Stefan Brody. Zusammen mit Paul Frank. Musik: Paul Abraham.
- Ein Tagedieb und ein Lump. Burleske. Musik: Gustav Zelibor.
- Die Tänzerin Fanny Elßler. Operette. Musik nach Johann Strauss (Sohn). UA Zürich, 1936.
- Trixie. Musikalische Komödie. Zusammen mit Arthur Rundt. Musik: Ralph Erwin.
- Veilchenredoute. Operette. Musik: Charles Cerné. UA Wien, 1942.

### Drehbücher und Liedtexte
Adler arbeitete an mehreren Filmen mit: Er war Drehbuchautor der Filme Die Menschen nennen es Liebe (1922) von Mano Ziffer-Teschenbruck und Sommerliebe von Erich Engel (1942) und verfasste die Liedtexte für die Filmoperetten Die Pompadour (1935) von Willy Schmidt-Gentner, Rendezvous in Wien von Victor Janson und Prinzessin Sissy (1938) von Fritz Thiery.